# Joseftalova nemocnice

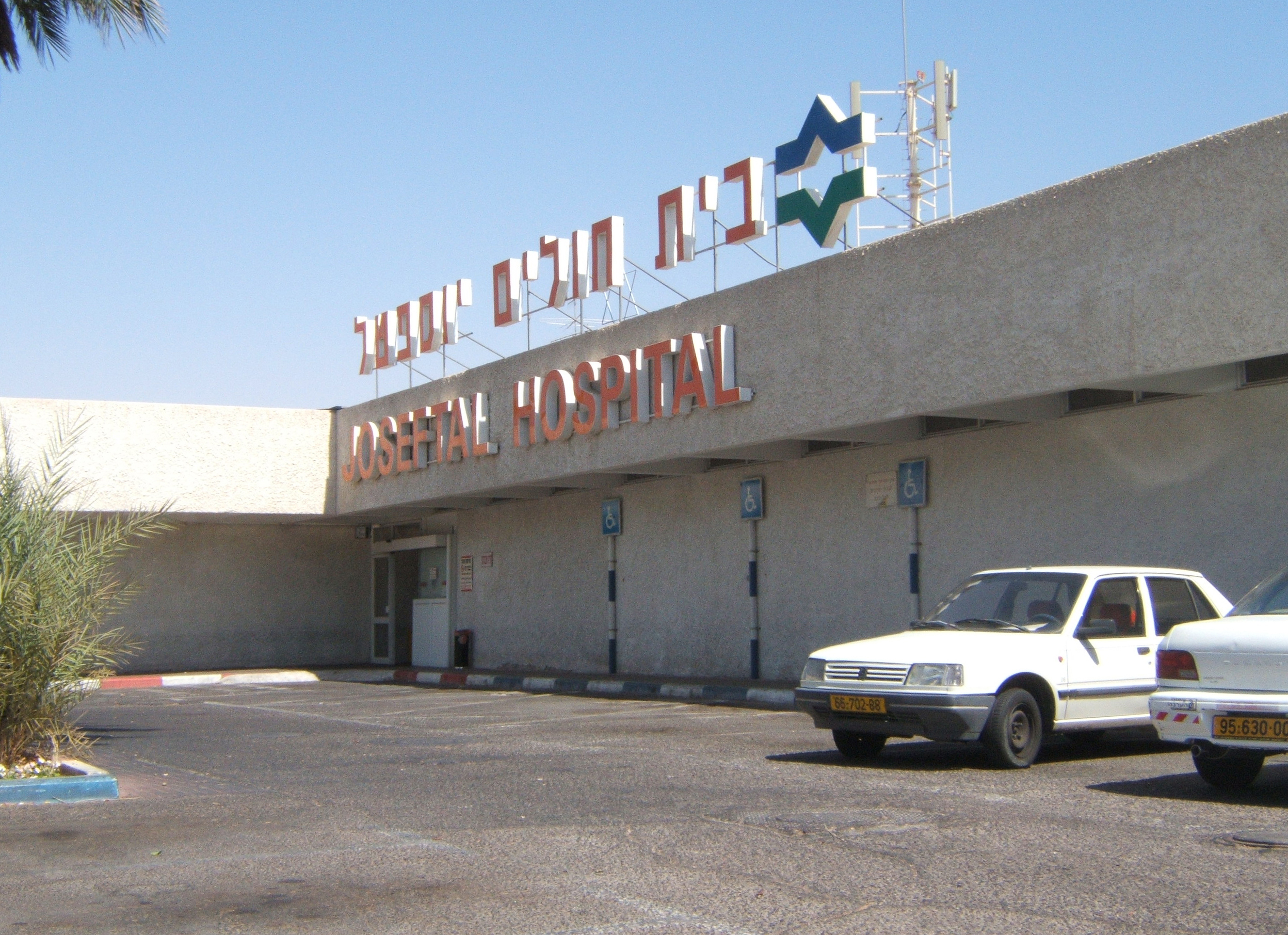
Budova nemocnice

Joseftalova nemocnice (hebrejsky: מרכז רפואי יוספטל, Merkaz refu'i Joseftal, doslova Joseftalovo zdravotní centrum, anglicky: Yoseftal Medical Center) je nemocnice v Ejlatu v Izraeli.

## Geografie
Leží v nadmořské výšce cca 90 metrů, cca 1,5 kilometru od břehu Rudého moře.

## Popis
Byla otevřena roku 1968 a její jméno odkazuje na bývalého ministra a významného politika Gioru Joseftala. Slouží obyvatelům Ejlatu a nejjižnější části Izraele. Provozuje ji zdravotní pojišťovna Klalit.